# Stella Dallas (film, 1937)
Pour les articles homonymes, voir Stella Dallas.
Pour plus de détails, voir Fiche technique et Distribution.
Stella Dallas est un film américain en noir et blanc réalisé par King Vidor, sorti en 1937.
Il s'agit de la seconde adaptation du roman du même nom d'Olive Higgins Prouty ; la première, Le Sublime Sacrifice de Stella Dallas a été tournée en 1925 par Henry King. Un autre remake sera réalisé en 1990 par John Erman : Stella, avec Bette Midler.

## Synopsis
Stella est une jeune femme issue de la classe ouvrière. Elle a l’ambition d’épouser Stephen Dallas, un homme issu d’une autre classe, montant ainsi dans la « haute ». Elle n’y arrivera pas, ou si mal, et Stephen sera de plus en plus distant vis-à-vis de Stella. Le ménage finit par sombrer, et Stella se retrouve seule avec sa fille Laurel, pour laquelle elle se bat afin de lui assurer un avenir meilleur. Seule Laurel, élevée tantôt chez sa mère, tantôt chez son père, parviendra à réaliser le rêve de sa mère, au prix du sacrifice affectif de cette dernière.

## Fiche technique
- Titre : Stella Dallas
- Titre original : Stella Dallas
- Réalisation : King Vidor
- Scénario : Sarah Y. Mason, Victor Heerman, d'après le roman Stella Dallas d'Olive Higgins Prouty (1923)
- Adaptation : Harry Wagstaff Gribble et Gertrude Purcell,
- Dialogues : Joe Bigelow
- Direction artistique : Richard Day
- Décors : Julia Heron
- Costumes : Omar Kiam
- Photographie : Rudolph Maté
- Son : Frank Maher
- Montage : Sherman Todd
- Musique : Alfred Newman
- Production : Samuel Goldwyn
- Production associée : Merritt Hulburd (de)
- Société de production : Howard Productions
- Société de distribution : United Artists
- Pays d'origine :  États-Unis
- Langue originale : anglais
- Format : noir et blanc -  35 mm — 2,35:1 - Son : Mono (Western Electric Noiseless Recording)
- Genre : mélodrame, mélodrame féminin, mélodrame maternel
- Durée : 106 minutes
- Dates de sortie : 
  -  États-Unis : 6 août 1937
  -  France : 13 octobre 1937
  -  Belgique : 22 avril 1938

## Distribution
- Barbara Stanwyck : Stella Dallas
- John Boles : Stephen Dallas
- Anne Shirley : Laurel "Lorrie" Dallas
- Barbara O'Neil : Helen Morrison
- Alan Hale : Ed Munn
- Marjorie Main : Mme Martin
- George Walcott : Charlie Martin
- Ann Shoemaker : Mlle Margaret Phillibrown
- Tim Holt : Richard Grosvenor III
- Nella Walker : Mme Grosvenor
- Bruce Satterlee : Cornelius 'Con' Morrison
- Jimmy Butler : Cornelius 'Con' Morrison (adulte)
- Jack Egger : John Morrison
- Dickie Jones : Lee Morrison

Acteurs non crédités
- Robert Homans : un policier
- Etta McDaniel : Agnes
- Hattie McDaniel : Edna
- Edwin Stanley : le majordome d'Helen
- Dorothy Vaughan : Martha
- Lillian Yarbo : Gladys

## Commentaire
L’approche la plus évidente consiste à voir dans Stella Dallas un questionnement sur l’ascension sociale. En effet, Stella, d’origine modeste, va changer de classe sociale le temps d’un mariage. Elle déchantera vite, sans doute parce qu’elle veut rester elle-même dans un milieu où elle ne peut l’être. Le film présente l’échec de cette adaptation à cette classe sociale : pour elle, cela semble impossible, mais pour sa fille, l’espoir subsiste. Laurel a le sang nécessaire : son père fait partie de la classe convoitée.
Outre un aspect social assurément conservateur, Stella Dallas se caractérise par deux rôles principaux féminins, la mère Dallas et sa fille. Le film a donc été l’objet de nombreux articles sur ce thème, dont un de Linda Williams, suggérant que « la simple existence […] d’un regard féminin en tant que trait central du récit mérite un examen attentif ».

## Autour du film
Nommée pour son interprétation de Stella Dallas, Barbara Stanwyck faillit ne pas avoir le rôle.
King Vidor l’avait recommandée mais Samuel Goldwyn, le producteur, refusait d’en entendre parler en argumentant qu’elle était « trop jeune pour le rôle » et qu’elle « n’avait aucune expérience des enfants ». Il voyait plutôt une actrice moins connue comme Ruth Chatterton ou Gladys George. Après avoir fait passer des essais à différentes actrices, il consent à considérer Barbara Stanwyck et lui propose de faire elle aussi un essai. Mais elle refuse.
 Joel McCrea, acteur sous contrat avec Goldwyn et partenaire de Barbara Stanwyck dans La Loi du milieu, déclara : « Il n’y avait aucune raison pour qu’elle passe une audition. Elle avait fait des films avec William Wellman, George Stevens et John Ford ; Il pouvait voir ce qu’elle était capable de faire. » Son agent artistique de l'époque, Zeppo Marx (le frère des Marx Brothers), insista pour qu’elle passe l’audition et elle finit par accepter. Vidor lui fait tourner une scène : « L’essai de Stanwyck était incontestable. Elle faisait honte à toutes les autres ».
Elle eut le rôle et fournit, comme le considérèrent les critiques, ses admirateurs et elle-même, la meilleure interprétation de sa vie.
- Le film fut l’une des grandes réussites de 1937 avec une recette de deux millions de dollars et un profit de plus de 500 000 dollars à Samuel Goldwyn[1]. Le film a été si populaire qu’il est devenu une série radiophonique le 25 octobre 1937 et diffusé pendant plus de 18 ans sur NBC[2].

### Critique
- « C’est encore le sacrifice d’une femme pour des raisons de « caste », mais cette fois au nom de l’amour maternel, King Vidor s’est attaqué à cette histoire banale afin de montrer sans doute qu’il n’est pas de thème médiocre pour un grand réalisateur. En vérité, il y réussit grâce à Barbara Stanwyck, qui, aux antipodes de Greta Garbo, parvient à nous émouvoir presque autant qu’elle. »
- « Un grand mélodrame construit sur le sacrifice d'une mère. La peinture d'une société figée, dépossédant l'individu en raison de l'existence d'un découpage implacable en classes sociales. Le sacrifice personnel devient une pulsion irrépressible[4]. »
- « Dans Stella Dallas, Vidor imposa Barbara Stanwyck à Goldwyn, et sa présence, sa force de conviction, son jeu très moderne apportent une ambiguïté à un sujet pourtant sentimental et lacrymal, apologie du sacrifice féminin[5]. »
- « Stella Dallas transcende des données mélodramatiques pour aboutir (selon Louis Marcorelles) à l’un des deux « spécimens les plus achevés de la geste vidorienne » (l’autre étant Le Rebelle), dans la « passionnante tradition unanimiste » d’un Sinclair Lewis[6]. »

## Récompenses et distinctions
- nommé deux fois au Oscar en 1938 :
  - Meilleure actrice : Barbara Stanwyck
  - Meilleure actrice dans un second rôle : Anne Shirley

### Autobiographie
- (fr) King Vidor, La Grande Parade. Autobiographie, traduit de l’américain par Catherine Berge et Marquita Doassans, Éditions Jean-Claude Lattès, 1981

### Analyse féministe
- (en) Stanley Cavell, Contesting Tears. The Hollywood Melodrama of the Unknown Women, University of Chicago Press, Chicago, 1996.
- (en) Mary Ann Doane, The Desire to Desire. The Woman’s film of the 1940s, Macmillan Press, Londres, 1988.
- (en) Patricia Erens (edited by), Issues In Feminist Film Criticism, Indiana University Press, 1990.
- (en) Janet Maslin, "Shed a Tear for Stella, Still Noble but Senseless", The New York Times, February 11, 1990.
- (fr) Laura Mulvey, “Visual Pleasure and Narrative Cinema”, Screen, 16:3, Autumn 1975, traduction partielle in Ginette Vincendeau et Bérénice Reynaud, « Vingt ans de théories féministes sur le cinéma », Cinémaction, numéro 57, 1993
- (en) E. Ann Kaplan, "The Case Of The Missing Mother. Maternal Issues in Vidor’s Stella Dallas.", in Patricia Erens, Issues In Feminist Film Criticism, Indiana University Press, 1990.
- (fr) Linda Williams, « Autre chose qu’une mère. Stella Dallas et le mélodrame maternel. », in Noel Burch, Revoir Hollywood. La nouvelle critique anglo-américaine, Paris, Nathan Université, 1993